# Liste der Wimbledonsieger (Damendoppel)
Die Liste enthält alle Finalistinnen im Damendoppel bei den Lawn Tennis Championships. Elizabeth Ryan ist mit 12 Titeln zwischen 1914 und 1934 Rekordsiegerin.
| Jahr                | Siegerinnen                           | Finalgegnerinnen                     | Ergebnis                        |
| ------------------- | ------------------------------------- | ------------------------------------ | ------------------------------- |
| 1913                | Dora Boothby Winifred McNair          | Dorothea Chambers Charlotte Sterry   | 4:6, 2:4 Aufgabe                |
| 1914                | Agnes Morton Elizabeth Ryan           | Edith Hannam Ethel Larcombe          | 6:1, 6:3                        |
| 1915–1918           | ausgefallen (Erster Weltkrieg)        | ausgefallen (Erster Weltkrieg)       | ausgefallen (Erster Weltkrieg)  |
| 1919                | Suzanne Lenglen Elizabeth Ryan        | Dorothea Chambers Ethel Larcombe     | 4:6, 7:5, 6:3                   |
| 1920                | Suzanne Lenglen Elizabeth Ryan        | Dorothea Chambers Ethel Larcombe     | 6:4, 6:0                        |
| 1921                | Suzanne Lenglen Elizabeth Ryan        | Winifred Beamish Irene Peacock       | 6:1, 6:2                        |
| 1922                | Suzanne Lenglen Elizabeth Ryan        | Kathleen McKane Margaret Stocks      | 6:0, 6:4                        |
| 1923                | Suzanne Lenglen Elizabeth Ryan        | Joan Austin Evelyn Colyer            | 6:3, 6:1                        |
| 1924                | Hazel Wightman Helen Wills            | Phyllis Covell Kathleen McKane       | 6:4, 6:4                        |
| 1925                | Suzanne Lenglen Elizabeth Ryan        | Kathleen Bridge Mary McIlquham       | 6:2, 6:2                        |
| 1926                | Mary Browne Elizabeth Ryan            | Evelyn Colyer Kathleen Godfree       | 6:1, 6:1                        |
| 1927                | Elizabeth Ryan Helen Wills            | Bobbie Heine Irene Peacock           | 6:3, 6:2                        |
| 1928                | Peggy Saunders Phoebe Watson          | Eileen Bennett Ermyntrude Harvey     | 6:2, 6:3                        |
| 1929                | Peggy Michell Phoebe Watson           | Dorothy Barron Phyllis Covell        | 6:4, 8:6                        |
| 1930                | Helen Moody Elizabeth Ryan            | Edith Cross Sarah Palfrey            | 6:2, 9:7                        |
| 1931                | Dorothy Barron Phyllis Mudford        | Doris Metaxa Josane Sigart           | 3:6, 6:3, 6:4                   |
| 1932                | Doris Metaxa Josane Sigart            | Helen Jacobs Elizabeth Ryan          | 6:4, 6:3                        |
| 1933                | Simonne Mathieu Elizabeth Ryan        | Freda James Billie Yorke             | 6:2, 9:11, 6:4                  |
| 1934                | Simonne Mathieu Elizabeth Ryan        | Dorothy Andrus Sylvie Jung Henrotin  | 6:3, 6:3                        |
| 1935                | Freda James Kay Stammers              | Simonne Mathieu Hilde Sperling       | 6:1, 6:4                        |
| 1936                | Freda James Kay Stammers              | Sarah Fabyan Helen Jacobs            | 6:2, 6:1                        |
| 1937                | Simonne Mathieu Billie Yorke          | Phyllis King Elsie Pittman           | 6:3, 6:3                        |
| 1938                | Sarah Fabyan Alice Marble             | Simonne Mathieu Billie Yorke         | 6:2, 6:3                        |
| 1939                | Sarah Fabyan Alice Marble             | Helen Jacobs Billie Yorke            | 6:1, 6:0                        |
| 1940–1945           | ausgefallen (Zweiter Weltkrieg)       | ausgefallen (Zweiter Weltkrieg)      | ausgefallen (Zweiter Weltkrieg) |
| 1946                | Louise Brough Margaret Osborne        | Pauline Betz Doris Hart              | 6:3, 2:6, 6:3                   |
| 1947                | Doris Hart Patricia Todd              | Louise Brough Margaret Osborne       | 3:6, 6:4, 7:5                   |
| 1948                | Louise Brough Margaret du Pont        | Doris Hart Patricia Todd             | 6:3, 3:6, 6:3                   |
| 1949                | Louise Brough Margaret du Pont        | Gussie Moran Patricia Todd           | 8:6, 7:5                        |
| 1950                | Louise Brough Margaret du Pont        | Shirley Fry Doris Hart               | 6:4, 5:7, 6:1                   |
| 1951                | Shirley Fry Doris Hart                | Louise Brough Margaret du Pont       | 6:3, 13:11                      |
| 1952                | Shirley Fry Doris Hart                | Louise Brough Maureen Connolly       | 8:6, 6:3                        |
| 1953                | Shirley Fry Doris Hart                | Maureen Connolly Julie Sampson       | 6:0, 6:0                        |
| 1954                | Louise Brough Margaret du Pont        | Shirley Fry Doris Hart               | 4:6, 9:7, 6:3                   |
| 1955                | Angela Mortimer Anne Shilcock         | Shirley Bloomer Patricia Ward Hales  | 7:5, 6:1                        |
| 1956                | Angela Buxton Althea Gibson           | Fay Muller Daphne Seeney             | 6:1, 8:6                        |
| 1957                | Althea Gibson Darlene Hard            | Mary Hawton Thelma Long              | 6:1, 6:2                        |
| 1958                | Maria Bueno Althea Gibson             | Margaret du Pont Margaret Varner     | 6:3, 7:5                        |
| 1959                | Jeanne Arth Darlene Hard              | Beverly Fleitz Christine Truman      | 2:6, 6:2, 6:3                   |
| 1960                | Maria Bueno Darlene Hard              | Sandra Reynolds Renée Schuurman      | 6:4, 6:0                        |
| 1961                | Karen Hantze Bille Jean Moffitt       | Jan Lehane Margaret Smith            | 6:3, 6:4                        |
| 1962                | Billie Jean Moffitt Karen Susman      | Sandra Price Renée Schuurman         | 5:7, 6:3, 7:5                   |
| 1963                | Maria Bueno Darlene Hard              | Robyn Ebbern Margaret Smith          | 8:6, 9:7                        |
| 1964                | Margaret Smith Lesley Turner          | Billie Jean Moffitt Karen Susman     | 7:5, 6:2                        |
| 1965                | Maria Bueno Billie Jean Moffitt       | Françoise Dürr Jeanine Lieffrig      | 6:2, 7:5                        |
| 1966                | Maria Bueno Nancy Richey              | Margaret Smith Judy Tegart           | 6:3, 4:6, 6:4                   |
| 1967                | Rosie Casals Billie Jean King         | Maria Bueno Nancy Richey             | 9:11, 6:4, 6:2                  |
| Beginn der Open-Ära |                                       |                                      |                                 |
| 1968                | Rosie Casals Billie Jean King         | Françoise Dürr Ann Jones             | 3:6, 6:4, 7:5                   |
| 1969                | Margaret Court Judy Tegart            | Patti Hogan Peggy Michel             | 9:7, 6:2                        |
| 1970                | Rosie Casals Billie Jean King         | Françoise Dürr Virginia Wade         | 6:2, 6:3                        |
| 1971                | Rosie Casals Billie Jean King         | Margaret Court Evonne Goolagong      | 6:3, 6:2                        |
| 1972                | Billie Jean King Betty Stöve          | Judy Dalton Françoise Dürr           | 6:2, 4:6, 6:3                   |
| 1973                | Rosie Casals Billie Jean King         | Françoise Dürr Betty Stöve           | 6:1, 4:6, 7:5                   |
| 1974                | Evonne Goolagong Peggy Michel         | Helen Gourlay Karen Krantzcke        | 2:6, 6:4, 6:3                   |
| 1975                | Ann Kiyomura Kazuko Sawamatsu         | Françoise Dürr Betty Stöve           | 7:5, 1:6, 7:5                   |
| 1976                | Chris Evert Martina Navratilova       | Billie Jean King Betty Stöve         | 6:1, 3:6, 7:5                   |
| 1977                | Helen Cawley JoAnne Russell           | Martina Navratilova Betty Stöve      | 6:3, 6:3                        |
| 1978                | Kerry Reid Wendy Turnbull             | Mima Jaušovec Virginia Ruzici        | 4:6, 9:810, 6:3                 |
| 1979                | Billie Jean King Martina Navratilova  | Betty Stöve Wendy Turnbull           | 5:7, 6:3, 6:2                   |
| 1980                | Kathy Jordan Anne Smith               | Rosie Casals Wendy Turnbull          | 4:6, 7:5, 6:1                   |
| 1981                | Martina Navratilova Pam Shriver       | Kathy Jordan Anne Smith              | 6:3, 7:66                       |
| 1982                | Martina Navratilova Pam Shriver       | Kathy Jordan Anne Smith              | 6:4, 6:1                        |
| 1983                | Martina Navratilova Pam Shriver       | Rosie Casals Wendy Turnbull          | 6:2, 6:2                        |
| 1984                | Martina Navratilova Pam Shriver       | Kathy Jordan Anne Smith              | 6:3, 6:4                        |
| 1985                | Kathy Jordan Elizabeth Smylie         | Martina Navratilova Pam Shriver      | 5:7, 6:3, 6:4                   |
| 1986                | Martina Navratilova Pam Shriver       | Hana Mandlíková Wendy Turnbull       | 6:1, 6:3                        |
| 1987                | Claudia Kohde-Kilsch Helena Suková    | Betsy Nagelsen Elizabeth Smylie      | 7:5, 7:5                        |
| 1988                | Steffi Graf Gabriela Sabatini         | Larisa Sawtschenko Natallja Swerawa  | 6:3, 1:6, 12:10                 |
| 1989                | Jana Novotná Helena Suková            | Larisa Sawtschenko Natallja Swerawa  | 6:1, 6:2                        |
| 1990                | Jana Novotná Helena Suková            | Kathy Jordan Elizabeth Smylie        | 6:3, 6:4                        |
| 1991                | Larisa Neiland Natallja Swerawa       | Gigi Fernández Jana Novotná          | 6:4, 3:6, 6:4                   |
| 1992                | Gigi Fernández Natallja Swerawa       | Larisa Neiland Jana Novotná          | 6:4, 6:1                        |
| 1993                | Gigi Fernández Natallja Swerawa       | Larisa Neiland Jana Novotná          | 6:4, 6:74, 6:4                  |
| 1994                | Gigi Fernández Natallja Swerawa       | Jana Novotná Arantxa Sánchez Vicario | 6:4, 6:1                        |
| 1995                | Jana Novotná Arantxa Sánchez Vicario  | Gigi Fernández Natallja Swerawa      | 5:7, 7:5, 6:4                   |
| 1996                | Martina Hingis Helena Suková          | Meredith McGrath Larisa Neiland      | 5:7, 7:5, 6:1                   |
| 1997                | Gigi Fernández Natallja Swerawa       | Nicole Arendt Manon Bollegraf        | 7:64, 6:4                       |
| 1998                | Martina Hingis Jana Novotná           | Lindsay Davenport Natallja Swerawa   | 6:3, 3:6, 8:6                   |
| 1999                | Lindsay Davenport Corina Morariu      | Mariaan de Swardt Olena Tatarkowa    | 6:4, 6:4                        |
| 2000                | Serena Williams Venus Williams        | Julie Decugis Ai Sugiyama            | 6:3, 6:2                        |
| 2001                | Lisa Raymond Rennae Stubbs            | Kim Clijsters Ai Sugiyama            | 6:4, 6:3                        |
| 2002                | Serena Williams Venus Williams        | Virginia Ruano Pascual Paola Suárez  | 6:2, 7:5                        |
| 2003                | Kim Clijsters Ai Sugiyama             | Virginia Ruano Pascual Paola Suárez  | 6:4, 6:4                        |
| 2004                | Cara Black Rennae Stubbs              | Liezel Huber Ai Sugiyama             | 6:3, 7:65                       |
| 2005                | Cara Black Liezel Huber               | Swetlana Kusnezowa Amélie Mauresmo   | 6:2, 6:1                        |
| 2006                | Yan Zi Zheng Jie                      | Virginia Ruano Pascual Paola Suárez  | 6:3, 3:6, 6:2                   |
| 2007                | Cara Black Liezel Huber               | Katarina Srebotnik Ai Sugiyama       | 3:6, 6:3, 6:2                   |
| 2008                | Serena Williams Venus Williams        | Lisa Raymond Samantha Stosur         | 6:2, 6:2                        |
| 2009                | Serena Williams Venus Williams        | Samantha Stosur Rennae Stubbs        | 7:64, 6:4                       |
| 2010                | Vania King Jaroslawa Schwedowa        | Wera Swonarjowa Jelena Wesnina       | 7:66, 6:2                       |
| 2011                | Květa Peschke Katarina Srebotnik      | Sabine Lisicki Samantha Stosur       | 6:3, 6:1                        |
| 2012                | Serena Williams Venus Williams        | Andrea Hlaváčková Lucie Hradecká     | 7:5, 6:4                        |
| 2013                | Hsieh Su-wei Peng Shuai               | Ashleigh Barty Casey Dellacqua       | 7:61, 6:1                       |
| 2014                | Sara Errani Roberta Vinci             | Tímea Babos Kristina Mladenovic      | 6:1, 6:3                        |
| 2015                | Martina Hingis Sania Mirza            | Jekaterina Makarowa Jelena Wesnina   | 5:7, 7:64, 7:5                  |
| 2016                | Serena Williams Venus Williams        | Tímea Babos Jaroslawa Schwedowa      | 6:3, 6:4                        |
| 2017                | Jekaterina Makarowa Jelena Wesnina    | Chan Hao-ching Monica Niculescu      | 6:0, 6:0                        |
| 2018                | Barbora Krejčíková Kateřina Siniaková | Nicole Melichar Květa Peschke        | 6:4, 4:6, 6:0                   |
| 2019                | Hsieh Su-wei Barbora Strýcová         | Gabriela Dabrowski Xu Yifan          | 6:2, 6:4                        |
| 2020                | ausgefallen, COVID-19-Pandemie        | ausgefallen, COVID-19-Pandemie       | ausgefallen, COVID-19-Pandemie  |
| 2021                | Hsieh Su-wei Elise Mertens            | Weronika Kudermetowa Jelena Wesnina  | 3:6, 7:5, 9:7                   |
| 2022                | Barbora Krejčíková Kateřina Siniaková | Elise Mertens Zhang Shuai            | 6:2, 6:4                        |
| 2023                | Hsieh Su-wei Barbora Strýcová         | Storm Hunter Elise Mertens           | 7:5, 6:4                        |
| 2024                | Kateřina Siniaková Taylor Townsend    | Gabriela Dabrowski Erin Routliffe    | 7:65, 7:61                      |
| 2025                | Weronika Kudermetowa Elise Mertens    | Hsieh Su-wei Jeļena Ostapenko        | 3:6, 6:2, 6:4                   |